# رود بیرلیا
رود بیرلیا (انگلیسی: Birlya) یک رودخانه در تاتارستان کشور روسیه است.